# Дневники Красной Туфельки
«Дневники Красной Туфельки» (англ. Red Shoe Diaries) — эротический телефильм США 1992 года.

## Сюжет
После смерти любимой жены Алекс (Бриджит Бако) архитектору Джейку (Дэвид Духовны) попадает в руки её дневник, из которого становится ясно, что у девушки был любовник, грубый и чувственный одновременно, дарящий ей совсем иные ласки. Причём она даже не знала его имени. Их связывала только страсть. Не в силах разрываться между двумя любимыми мужчинами, Алекс покончила с собой. Джейк понимает, что вряд ли останется прежним, если не выяснит причину измен своей супруги и не докопается до правды, кем же на самом деле была Алекс. Но даже прочитав дневник и встретившись с Томом, любовником жены, он так и не в силах понять, что же было у Алекс на душе, хотя она считала, что он знает о ней всё, без исключения. Теперь он будет получать письма от других женщин с их историями, чтобы понять одну единственную — её. Алекс стала для него тайной, которой так мечтала быть.

## Награды и номинации
Фильм получил две номинации на CableACE Award — премию, присуждавшуюся за достижения в области кабельного телевидения (операторская работа и лучший монтаж в телефильме или мини-сериале).